# Regió del Nord de Nigèria
La regió del Nord de Nigèria o Regió Septentrional de Nigèria fou una divisió administrativa de la Nigèria britànica que fou dotada d'autogovern limitat el 1951 i ampliat el 1954, i autogovern complet el 15 de març de 1959. La regió va mantenir el seu autogovern quan Nigèria va esdevenir independent.
A mesura que les constitucions de la Nigèria britànica anaven donant poders a les regions, es van establir governs regionals liderats en cadascuna de les regions pels partits hegemònics: a Occident pel partit de majoria ioruba Grup d'Acció i a Orient pel partit de majoria igbo Consell Nacional de Nigèria i els Cameruns. Degut al seu retard les competències del govern de Nigèria del Nord foren més limitades, i no van ser iguals a les de les altres regions fins al març de 1959. Des de les eleccions de 1951 que foren guanyades pel Congrés dels Pobles del Nord, el dirigent d'aquest parit i sardauna de Sokoto, Ahmadu Bello, va exercir successivament els càrrecs de Cap d'Afers de Govern (1951-1954) i Primer Ministre (1954-1966) governant sempre amb ampla majoria. L'oposició va estar en mans de la Unió Progressista dels Nordistes aliat amb el Moviment de la Joventut de Borno (de majoria kanuri). Bello va ser assassinat en el cop d'estat del 15 de gener de 1966. La constitució fou suspesa i les regions foren posades en mans de governadors militars amb poder executiu.

## Governadors
Tinents governadors
- 1914 - 1917 Charles Lindsay Temple
- 1917 - 1921 Herbert Symonds Goldsmith
- 1921 - 1925 William Frederick Gowers
- 1925 - 1930 Sir Herbert Richard Palmer
- 1930 - 1932 Cyril Wilson Alexander

Caps comissionats
- 1932 - 1936 George Sinclair Browne
- 1936 - 1943 Sir Theodore Samuel Adams
- 1943 - 1947 Sir John Robert Patterson
- 1947 - 1951 Eric Westbury Thompstone

Tinents governadors
- 1951 - 1952 Sir Eric Westbury Thompstone
- 1952 - 1954 Bryan Sharwood-Smith (des de 1953 Sir)

Governadors
- 1 d'octubre 1954 - 2 de desembre del 1957 Sir Bryan Sharwood-Smith
- 2 de desembre 1957 - 1962 Sir Gawain Westray Bell
- 1962 - 16 de gener del 1966 Alhaji Sir Kashim Ibrahim
- 19 de gener 1966 - 27 de maig del 1967 Hassan Usman Katsina (governador militar amb poders executius)

## Caps de govern executius
Cap d'afers del govern
- 1951 - 1 d'octubre del 1954 Alhaji Ahmadu Bello (del Congrés dels Pobles del Nord)

Primers ministres
- 1 d'octubre 1954 - 15 de gener del 1966 Alhaji Ahmadu Bello (des de 1959 Sir) (del Congrés dels Pobles del Nord)